# 卡梅什拉區

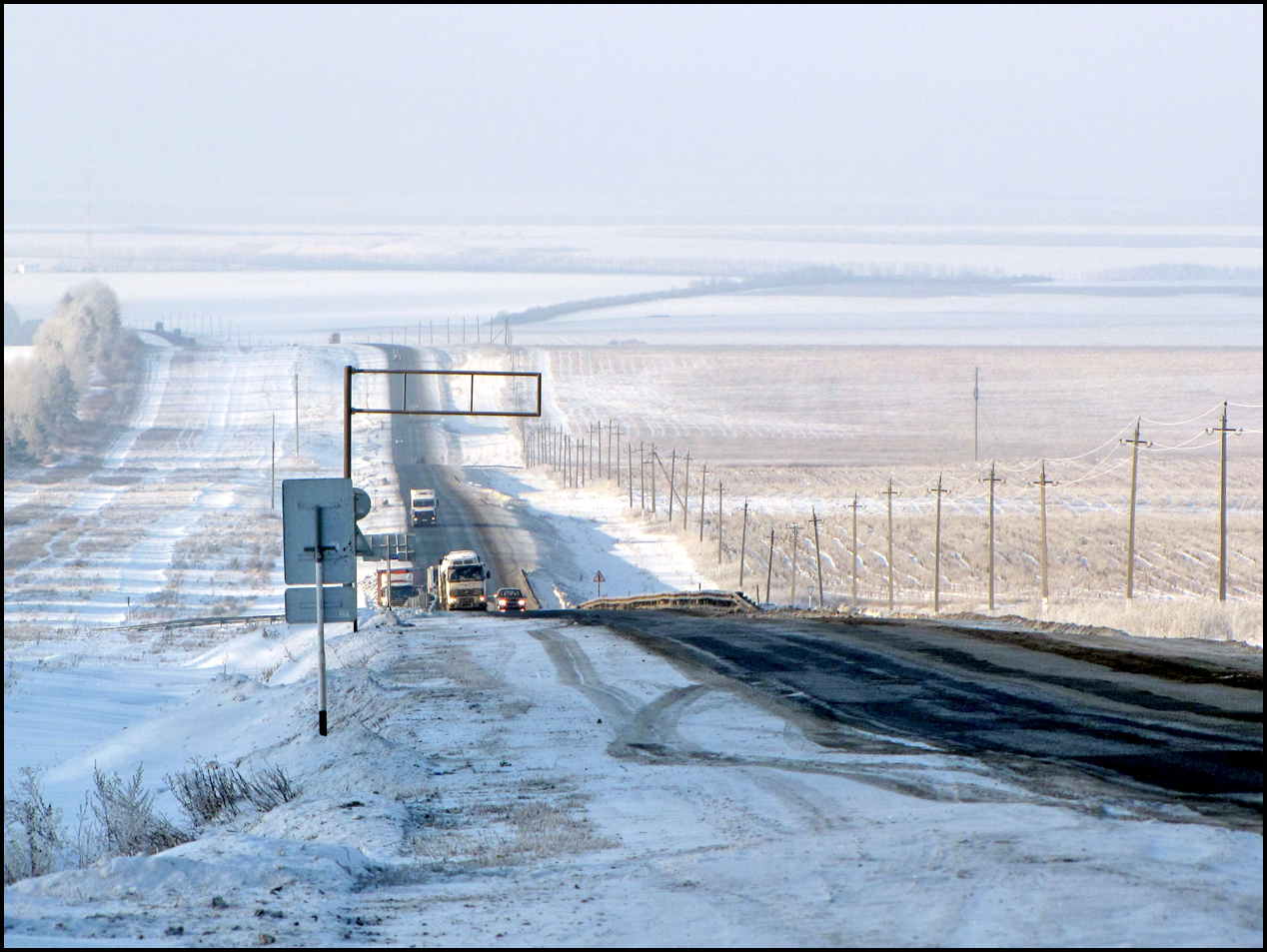

54°06′N 52°08′E / 54.100°N 52.133°E
卡梅什拉區（俄语：Камышлинский район），是俄羅斯的一個區，位於該國西南部，由薩馬拉州負責管轄，始建於1929年10月9日，面積823.5平方公里，2010年人口11,420，人口密度每平方公里13.87人。